# Winnipeg Monarchs
Die Winnipeg Monarchs war eine kanadische Eishockeymannschaft in Winnipeg, Manitoba. Das Team spielte von 1967 bis 1977 in einer der drei höchsten kanadischen Junioren-Eishockeyligen, der Western Hockey League (WHL).

## Geschichte
1967 wurden die Winnipeg Jets als Franchise der Western Hockey League gegründet. Die Jets erreichten in den ersten beiden Jahren ihres Bestehens jeweils das Playoff-Viertelfinale sowie anschließend jeweils zwei Mal das Halbfinale. Im Jahr 1973 erfolgte die Änderung des Namens in Winnipeg Clubs, zuletzt spielte die Mannschaft in der Saison 1976/77 unter dem Namen Winnipeg Monarchs. Nachdem das Team von 1971 bis 1975 jeweils die Teilnahme an den Playoffs verpasst hatte, stand sie in den letzten beiden Jahren ihres Bestehens noch einmal im Playoff-Viertelfinale.
Vor der Saison 1977/78 wurden die Winnipeg Monarchs aus nach Calgary, Alberta, umgesiedelt und in Calgary Wranglers umbenannt. Die Wranglers füllten die Lücke, die die Umsiedlung der Calgary Centennials nach Billings, Montana, verursacht hatte.

## Ehemalige Spieler
Folgende Spieler, die für die Winnipeg Monarchs aktiv waren, spielten im Laufe ihrer Karriere in der National Hockey League: 
- Clint Albright
- Gary Aldcorn
- John Arundel
- Paul Baxter
- Bill Benson
- Helge Bostrom
- Andy Branigan
- Turk Broda
- George Brown
- Cecil Browne
- Al Buchanan
- Bill Burega
- Bob Davie
- Ernie Dickens
- Brian Engblom
- Gord Fashoway
- Wilf Field
- Tom Fowler
- Percy Galbraith
- Paul Gauthier
- Haldor Halderson
- George Hay
- Wally Hergesheimer
- Bryan Hextall
- Dick Irvin
- Ching Johnson
- Tom Johnson
- Mike Keane
- Neil Komadoski
- Joe Krol
- Pete Langelle
- Clem Loughlin
- Wilf Loughlin
- Steamer Maxwell
- Eddie Mazur
- Kevin McCarthy
- John McCreedy
- Bill Mosienko
- Chris Oddleifson
- Alf Pike
- Rudy Pilous
- Don Raleigh
- George Robertson
- Tom Roulston
- Terry Sawchuk
- Ed Slowinski
- Pete Stemkowski
- Spence Tatchell
- Harry Taylor
- Marcel Tremblay
- Cully Wilson
- Hal Winkler